# Eduardo De Filippo
Eduardo De Filippo (n. 24 mai 1900, Napoli, Italia – d. 31 octombrie 1984, Roma, Italia) a fost un actor, scriitor, scenarist și regizor de film italian.
În 1931, fondează, împreună cu sora sa și fratele său, Titina și Peppino De Filippo, La compagnia umoristica i De Filippo, care în 1946 devine La compagnia di Eduardo.

## Opera

### Teatru
- 1943: Crăciun în casa Cupiello („Natale in casa Cupiello”), reprezentată în 1931;
- 1936: Veșmântul nou („L'abito nuovo”);
- 1938: Unul cu părul alb („Uno coi capelli bianchi”);
- 1946: Aceste închipuiri („Questi fantasmi”);
- 1947: Filomena Marturano, reprezentată în 1946;
- 1950: Napoli, orașul milionarilor („Napoli milionaria”), considerată cea mai bună piesă a sa, reprezentată în 1945;
- 1956: Familia mea („Mia famiglia”);
- 1956: Bunul meu și inima mea(„Bene mio e core mio”);
- 1964: Arta comediei („L'arte della commedia”), eseu.

### Filmografie
- 1939 În țară a căzut o stea (In campagna e' caduta una stella) - regizor, coscenarist, actor
- 1950 Milionarii din Napoli (Napoli milionaria) - regizor, coscenarist, actor
- 1952 Soț și soție (Marito e moglie) - regizor, coscenarist, actor
- 1952 Cele șapte păcate capitale (I sette peccati capitali), episodul Avarizia ed ira - regizor, coscenarist, actor
- 1957 Omul cu pantaloni scurți (L'uomo dai calzoni corti), regia Glauco Pellegrini - actor
- 1959 Ferdinand I, rege al Neapolului (Ferdinando I, re di Napoli), regia Gianni Franciolini - actor
- 1960 Cu toții acasă (Tutti a casa), regia Luigi Comencini
- 1965 Astăzi, mâine, poimâine (Oggi, domani, dopodomani), regizor, scenarist